# Élections régionales de 2012 en Sarre
Les élections régionales de 2012 en Sarre (en allemand : Landtagswahl im Saarland 2012) se tiennent le 25 mars 2012 de manière anticipée, afin d'élire les 51 députés de la 15e législature du Landtag pour un mandat de cinq ans.
La convocation du scrutin avec deux ans et demi d'avance sur le calendrier prévu résulte de la rupture de la « coalition jamaïcaine » au pouvoir depuis 2009. Le scrutin voit l'Union chrétienne-démocrate l'emporter une nouvelle fois sans retrouver la majorité absolue dont elle disposait entre 1999 et 2009. Bien qu'une alliance de gauche à deux ou trois partis soit arithmétiquement majoritaire, le Parti social-démocrate décide de rentrer dans une « grande coalition ». Cette entente permet le maintien au pouvoir de la ministre-présidente sortante Annegret Kramp-Karrenbauer.

## Contexte: l'échec de la coalition jamaïcaine
Au cours des élections régionales du 27 septembre 2009, l'Union chrétienne-démocrate d'Allemagne (CDU), au pouvoir depuis dix ans et dirigée à l'époque par le ministre-président Peter Müller, perd clairement sa majorité absolue avec un score en recul de 13 points et huit députés. Dans son ensemble, la gauche remporte 51,2 % des suffrages et 27 députés sur 51, notamment grâce à la percée de Die Linke, conduite par l'ancien ministre-président Oskar Lafontaine.
Toutefois, la CDU parvient à se maintenir au pouvoir, grâce à la formation d'une « coalition jamaïcaine » — la première en Allemagne à un niveau gouvernemental — avec le Parti libéral-démocrate/Parti démocrate de Sarre (FDP/DPS) et l'Alliance 90 / Les Verts (Grünen) ; une telle alliance bénéficie également de 27 sièges au Parlement de Sarrebruck.
Le 22 janvier 2011, Müller annonce son retrait de la vie politique pour les prochains mois. La ministre du Travail et des Affaires sociales Annegret Kramp-Karrenbauer, membre du gouvernement depuis 2000, est aussitôt choisie comme candidate pour lui succéder, à l'unanimité du comité directeur et du groupe parlementaire de la CDU régionale. Élue présidente de la fédération régionale chrétienne-démocrate le 28 mai par 95 % des voix, elle est investie ministre-présidente par le Landtag le 10 août au second tour de scrutin, avec 26 voix favorables contre 25 au social-démocrate Heiko Maas.
À la suite d'importantes dissensions internes au FDP/DPS, elle décide en janvier 2012, d'entamer des entretiens exploratoires avec le Parti social-démocrate d'Allemagne (SPD) en vue de constituer une éventuelle « grande coalition ». Devant l'échec de ces discussions et face à l'éclatement de l'alliance au pouvoir, les deux grands partis se mettent finalement d'accord pour convoquer des élections régionales anticipées. Lors d'une session spéciale tenue le 26 janvier, le Landtag vote sa dissolution avec les voix de l'ensemble des groupes parlementaires, à l'exception du Parti libéral.

## Mode de scrutin
Le Landtag est constitué de 51 députés (en allemand : Mitglied des Landtags, MdL), élus pour une législature de cinq ans au suffrage universel direct et suivant le scrutin proportionnel d'Hondt.
Chaque électeur dispose d'une voix, qui est utilisée deux fois. Elle sert à voter pour une liste dans sa circonscription plurinominale, le Land comptant trois circonscriptions qui totalisent 41 sièges ; ce vote est alors attribué à la liste présentée par le même parti au niveau du Land.
À l'issue du scrutin, les 51 sièges sont répartis à la proportionnelle entre les partis ayant remporté au moins 5 % des suffrages exprimés dans l'ensemble du Land. L'opération est ensuite recommencée dans chaque circonscription, la différence entre le total régional et le total des circonscriptions étant comblée par les candidats de la liste régionale. Si un parti n'en a pas présenté, le calcul est réajusté et ses mandats reviennent aux autres forces politiques.

## Campagne

### Principaux partis
| Parti | Parti                                                                              | Idéologie                                                                   | Chef de file                                     | Résultats de 2009          |
| ----- | ---------------------------------------------------------------------------------- | --------------------------------------------------------------------------- | ------------------------------------------------ | -------------------------- |
|       | Union chrétienne-démocrate d'Allemagne Christlich Demokratische Union Deutschlands | Centre droit Démocratie chrétienne, libéral-conservatisme                   | Annegret Kramp-Karrenbauer (Ministre-présidente) | 34,5 % des voix 19 députés |
|       | Parti social-démocrate d'Allemagne Sozialdemokratische Partei Deutschlands         | Centre gauche Social-démocratie, troisième voie, progressisme               | Heiko Maas                                       | 24,5 % des voix 13 députés |
|       | Die Linke                                                                          | Extrême gauche à gauche Socialisme démocratique, anticapitalisme, populisme | Oskar Lafontaine                                 | 21,3 % des voix 11 députés |
|       | Parti libéral-démocrate Freie Demokratische Partei                                 | Centre à centre droit Libéralisme économique, libéralisme                   | Oliver Luksic (de)                               | 9,2 % des voix 5 députés   |
|       | Alliance 90 / Les Verts Bündnis 90/Die Grünen                                      | Centre gauche Écologie politique, progressisme                              | Simone Peter                                     | 5,9 % des voix 3 députés   |
|       | Parti des familles d'Allemagne Familien-Partei Deutschlands                        | Centre droit à droite Conservatisme social, démocratie chrétienne           | Roland Körner (de)                               | 2,0 % des voix 0 député    |
|       | Parti national-démocrate d'Allemagne Nationaldemokratische Partei Deutschlands     | Extrême droite Néonazisme, ultranationalisme, populisme                     | Frank Franz                                      | 1,5 % des voix 0 député    |
|       | Parti des pirates Piratenpartei Deutschland                                        | Attrape-tout Social-libéralisme, progressisme, protection de la vie privée  | Jasmin Maurer (de)                               | Absent                     |

### Sondages
| Institut                | Date       | CDU    | SPD    | Grünen | FDP   | Linke  | Piraten |
| ----------------------- | ---------- | ------ | ------ | ------ | ----- | ------ | ------- |
| Institut                | Date       |        |        |        |       |        |         |
| Forschungsgruppe Wahlen | 16/03/2012 | 34,0 % | 34,0 % | 5,0 %  | 2,0 % | 15,0 % | 6,0 %   |
| Infratest dimap         | 15/03/2012 | 33,0 % | 33,0 % | 5,0 %  | 3,0 % | 16,0 % | 6,0 %   |
| Forsa                   | 09/03/2012 | 34,0 % | 34,0 % | 5,0 %  | 2,0 % | 15,0 % | 6,0 %   |
| Infratest dimap         | 15/03/2012 | 33,0 % | 33,0 % | 5,0 %  | 3,0 % | 16,0 % | 6,0 %   |
| Forsa                   | 09/03/2012 | 35,0 % | 37,0 % | 4,0 %  | 1,0 % | 14,0 % | 5,0 %   |
| Infratest dimap         | 23/02/2012 | 35,0 % | 36,0 % | 4,0 %  | 2,0 % | 15,0 % | 5,0 %   |
| Emnid                   | 27/01/2012 | 36,0 % | 36,0 % | 5,0 %  | 2,0 % | 15,0 % | 4,0 %   |
| Forschungsgruppe Wahlen | 26/01/2012 | 34,0 % | 38,0 % | 6,0 %  | 2,0 % | 13,0 % | 5,0 %   |
| Emnid                   | 16/11/2011 | 32,0 % | 35,0 % | 8,0 %  | 5,0 % | 12,0 % | 4,0 %   |
| Dernières élections     | 30/08/2009 | 34,5 % | 24,5 % | 5,9 %  | 9,2 % | 21,3 % | –       |

## Résultats

### Voix et sièges
|                          |                                              |         |       |      |        |               |        |        |               |
| Parti                    | Parti                                        | Voix    | Voix  | Voix | Sièges | Sièges        | Sièges | Sièges | Sièges        |
| Parti                    | Parti                                        | Votes   | %     | +/-  | Circ   | +/-           | Land   | Total  | +/-           |
|                          | Union chrétienne-démocrate d'Allemagne (CDU) | 169 617 | 35,24 | 0,73 | 17     | 1             | 2      | 19     | en stagnation |
|                          | Parti social-démocrate d'Allemagne (SPD)     | 147 170 | 30,58 | 6,04 | 14     | 3             | 3      | 17     | 4             |
|                          | Die Linke (Linke)                            | 77 612  | 16,13 | 5,12 | 7      | 2             | 2      | 9      | 2             |
|                          | Parti des pirates (Piraten)                  | 35 656  | 7,41  | Nv   | 3      | 3             | 1      | 4      | 4             |
|                          | Alliance 90 / Les Verts (Grünen)             | 24 252  | 5,04  | 0,85 | 0      | 2             | 2      | 2      | 1             |
|                          | Parti des familles d'Allemagne (FAMILIE)     | 8 394   | 1,74  | 0,26 | 0      | -             | 0      | 0      | en stagnation |
|                          | Parti libéral-démocrate (FDP)                | 5 871   | 1,22  | 7,95 | 0      | 3             | 0      | 0      | 5             |
|                          | Parti national-démocrate d'Allemagne (NPD)   | 5 606   | 1,16  | 0,35 | 0      | -             | 0      | 0      | en stagnation |
|                          | Électeurs libres (FW)                        | 4 173   | 0,87  | 0,02 | 0      | -             | 0      | 0      | en stagnation |
|                          | Die PARTEI                                   | 2 222   | 0,46  | Nv   | 0      | -             | 0      | 0      | en stagnation |
|                          | Démocratie directe (DD)                      | 721     | 0,15  | Nv   | 0      | -             | 0      | 0      | en stagnation |
|                          |                                              |         |       |      |        |               |        |        |               |
| Votes valides            | Votes valides                                | 481 294 | 97,91 |      |        |               |        |        |               |
| Votes blancs et nuls     | Votes blancs et nuls                         | 10 297  | 2,09  |      |        |               |        |        |               |
| Total                    | Total                                        | 491 591 | 100   | -    | 41     | en stagnation | 10     | 51     | en stagnation |
| Abstentions              | Abstentions                                  | 305 921 | 38,36 |      |        |               |        |        |               |
| Inscrits / participation | Inscrits / participation                     | 797 512 | 61,64 |      |        |               |        |        |               |

### Analyse
Contrairement à ce qu'annonçaient les sondages, l'Union chrétienne-démocrate d'Allemagne, au pouvoir depuis 1999, reste le premier parti du Land, d'environ cinq points, tout en obtenant un résultat similaire à celui de 2009. Le Parti social-démocrate d'Allemagne effectue, de son côté, un net redressement, en progressant de plus de six points et quatre sièges, ce qui lui permet de maintenir Die Linke, pourtant emmenée par l'ancien ministre-président du Land, Oskar Lafontaine, à distance, d'autant que la formation de gauche radicale recule sous la barre des 20 %.
Après les élections de Berlin, en 2011, le Parti des pirates confirme son implantation dans la vie politique allemande en dépassant nettement la barre des 5 % et se classant directement en quatrième place des forces politiques régionales. Il passe devant l'Alliance 90 / Les Verts, qui se maintient de justesse au Landtag, au contraire du Parti libéral-démocrate/Parti démocrate de Sarre, qui s'effondre complètement avec moins de 1,5 % des voix, pire qu'en 1994, quand il avait obtenu 2,1 %.

### Conséquences
Le 9 mai 2012, la conservatrice Annegret Kramp-Karrenbauer est réinvestie ministre-présidente du Land. Elle est soutenue par une grande coalition, formée avec les sociaux-démocrates.